# Stolen (filme)
Stolen (bra: O Resgate; prt: Stolen) é um filme estadunidense de 2012, dos gêneros drama, ação e suspense, dirigido por Simon West e escrito por David Guggenheim.
Estrelado por Nicolas Cage, Malin Akerman, Josh Lucas, Sami Gayle e Mark Valley, foi lançado em 25 de janeiro de 2013 no Brasil.

## Elenco
- Nicolas Cage como Will Montgomery
- Danny Huston como Tim Harland
- Malin Åkerman como Riley Simms
- Sami Gayle como Alison Montgomery
- Mark Valley como Fletcher
- M.C. Gainey como Hoyt
- Josh Lucas como Vincent Kinsey
- Tanc Sade como Peter
- Demetrice J. Nguyen como Mark
- Sam Velasquez como Knuckles

## Produção
As filmagens começaram março de 2012 em Nova Orleans, Luisiana. O papel principal do filme é interpretado por Nicolas Cage, mas estava atribuído inicialmente a Clive Owen, logo depois as negociações esfriaram e veio a ser atribuído para Jason Statham, mas logo depois Statham também abandona o projeto.

## Recepção

### Crítica
No site agregador de críticas Rotten Tomatoes, 16% das 19 resenhas dos críticos são positivas. O Metacritic, que usa uma média ponderada, atribuiu ao filme uma pontuação de 43 em 100, baseado em 4 críticos, indicando críticas "mistas ou médias".

### Bilheteria
Stolen foi um fracasso nas bilheterias nos Estados Unidos, recebendo pouca publicidade e arrecadando apenas US$183.125 em 141 telas em seu fim de semana de estreia. O filme foi retirado dos cinemas após duas semanas, perfazendo um total de $304.318. O filme arrecadou ao todo $17.967.746.